# 許昌路
许昌路是中華人民共和國上海市杨浦区一條南北走向道路，它南起黄浦江，北至控江路，全长2679米，宽9.2米至18.0米。清朝同治十三年（1874年）分段修築道路，當時道路以华盛纺织总局之名命名為华盛路（Whashing Road）。中華民国32年（1943年）以河南许昌之名更名為許昌路。